# The Bluebells
The Bluebells – szkocka grupa popowa z lat 80.

## Kariera
Grupa wydała dwa albumy The Bluebells i Sisters. Największe hity to: "I'm falling", "Cath" i "Young at Heart" napisane przez gitarzystę Bobby Bluebella (wł. Robert Hodgens). Ten ostatni powstał przy współpracy z Siobhan Fahey, z którą Hodgens był wtedy związany.
Grupa rozpadła się w połowie lat 80. W 1993 utwór "Young At Heart" został użyty w reklamie Volkswagena i znajdował się przez 4 tygodnie na pierwszym miejscu w Wielkiej Brytanii.

## Członkowie
- Bobby Bluebell (wł. Robert Hodgens, ur. 6 czerwca 1959, Szkocja) — wokal
- Lawrence Donegan (ur. 13 lipca 1961, w Stirling, Szkocja) — gitara basowa
- Craig Gannon (ur. 30 lipca 1966, w Manchester) — gitara
- David McCluskey (ur. 13 stycznia 1964, Szkocja) — perkusja
- Ken McCluskey (wł. Kenneth McCluskey, 8 lutego 1962, Szkocja) — wokal
- Russell Irvine – gitara

## Dyskografia

### Single
- "Cath" / "Will She Always Be Waiting" – 1983 – UK No. 62
- "Sugar Bridge (It Will Stand)" – 1983 – UK No. 72
- "I'm Falling" – 1984 – UK No. 11
- "Young at Heart" – 1984 – UK No. 8
- "Cath" (re-issue) – 1984 – UK No. 38
- "All I Am (Is Loving You)" – 1985 – UK No. 58
- "Young at Heart" (re-issue) – 1993 – UK No. 1

### Albumy
- The Bluebells – 1983 – Sire Records
- Sisters – 1984 – London Records
- Second – 1992 – Vinyl Japan